# Консультативный статус
Консультативный статус — статус, присваиваемый сообществом ООН неправительственным организациям. Консультативный статус при Экономическом и социальном совете ООН присваивается на основании Устава ООН по решению Экономического и социального совета организациям, заинтересованным в вопросах, входящих в компетенцию Совета.
Существуют три вида консультативного статуса: Основной, Особый и Реестровый.
Кроме того, некоторые межгосударственные организации предоставляют консультативный статус неправительственным организациям (например, — Совет Европы; правила предоставления консультативного статуса для международных неправительственных организаций прилагаются к резолюции Комитета министров Совета Европы от 18 октября 1993 года № (93) 38 «Об отношениях между Советом Европы и международными неправительственными организациями»). Международные неправительственные организации, наделенные консультативным статусом при Совете Европы, обладают правом подачи жалоб на нарушения правительствами стран — членов Совета Европы прав человека, гарантированных международным договором «Европейская социальная хартия». Однако, Дополнительный протокол к Европейской социальной хартии, позволяющий подачу жалоб на нарушение социально-экономических прав человека, ратифицирован не всеми членами Совета Европы.